# Edinburgh Suburban and Southside Junction Railway
|  | Dieser Artikel wurde aufgrund von akuten inhaltlichen oder formalen Mängeln auf der Qualitätssicherungsseite des Portals Bahn eingetragen. Bitte hilf mit, die Mängel dieses Artikels zu beseitigen, und beteilige dich bitte an der Diskussion. Artikel, die nicht signifikant verbessert werden, können gelöscht werden. |

| |                      |                             |                       |
| Spurweite: | 1435 mm (Normalspur) |                             |                       |
| |                      |                             |                       |
| \| \| (m ch) \| \| \| \| \| \| von Edinburgh \| \| \| \| 0 11 \| Haymarket Central Jn \| Haymarket Central Jn \| \| \| \| nach Glasgow \| \| \| \| 0 45 \| Gorgie Jn \| Gorgie Jn \| \| \| \| Gorgie NB \| \| \| \| \| West Coast Main Line \| \| \| \| \| Carstairs–Edinburgh \| \| \| \| \| von Slateford Jn \| \| \| \| 1 17 \| Craiglockhart Jn \| Craiglockhart Jn \| \| \| \| Craiglockhart \| \| \| \| \| Morningside Road \| \| \| \| \| Blackford Hill \| \| \| \| \| Newington \| \| \| \| \| Duddingston \| \| \| \| \| St Leonards \| \| \| \| \| Güterzweig Innocent Railway \| \| \| \| 6 30 \| Niddrie West Jn \| Niddrie West Jn \| \| \| \| Waverley Line \| \| \| \| \| Wanton Walls Junction \| \| \| \| \| East Coast Main Line \| \| |                      |                             |                       |
| | (m ch)               |                             |                       |
| Strecke |                      | von Edinburgh               | von Edinburgh         |
| Blockstelle | 0 11                 | Haymarket Central Jn        | Haymarket Central Jn  |
| Abzweig geradeaus, nach rechts und von rechts |                      | nach Glasgow                | nach Glasgow          |
| Blockstelle | 0 45                 | Gorgie Jn                   | Gorgie Jn             |
| ehemaliger Haltepunkt / Haltestelle |                      | Gorgie NB                   | Gorgie NB             |
| Kreuzung geradeaus unten |                      | West Coast Main Line        | West Coast Main Line  |
| Kreuzung geradeaus unten (Querstrecke außer Betrieb) |                      | Carstairs–Edinburgh         | Carstairs–Edinburgh   |
| Abzweig geradeaus und von rechts |                      | von Slateford Jn            | von Slateford Jn      |
| Blockstelle | 1 17                 | Craiglockhart Jn            | Craiglockhart Jn      |
| ehemaliger Haltepunkt / Haltestelle |                      | Craiglockhart               | Craiglockhart         |
| ehemaliger Haltepunkt / Haltestelle |                      | Morningside Road            | Morningside Road      |
| ehemaliger Haltepunkt / Haltestelle |                      | Blackford Hill              | Blackford Hill        |
| ehemaliger Haltepunkt / Haltestelle |                      | Newington                   | Newington             |
| ehemaliger Haltepunkt / Haltestelle |                      | Duddingston                 | Duddingston           |
| Strecke · Betriebsstelle Streckenanfang (Strecke außer Betrieb) |                      | St Leonards                 | St Leonards           |
| |                      | Güterzweig Innocent Railway |                       |
| Abzweig geradeaus, nach halblinks und nach halbrechts | 6 30                 | Niddrie West Jn             | Niddrie West Jn       |
| Abzweig quer · Kreuzung geradeaus unten (Strecke geradeaus außer Betrieb) · Abzweig quer und von halbrechts |                      | Waverley Line               | Waverley Line         |
| Abzweig geradeaus und von halblinks |                      | Wanton Walls Junction       | Wanton Walls Junction |
| Abzweig quer und ehemals nach rechts |                      | East Coast Main Line        | East Coast Main Line  |

Die Edinburgh Suburban line (etwa Vorortstrecke Edinburgh) ist eine Bahnstrecke durch das südliche Edinburgh, Schottland, die am 31. Oktober 1884 von der Edinburgh Suburban and Southside Junction Railway eröffnet wurde. Die Strecke wird heute als Umgehungsbahn für den Güterverkehr genutzt, der so den zentralen Bahnhof Edinburgh Waverley und seine zweigleisigen Zulauftunnel umgeht. Auf der Strecke lagen sechs Stationen, die bis zum 10. September 1962 vom Zugverkehr bedient wurden. Ab Mai 1948, kurz nach der Nationalisierung der britischen Bahnen, wurde sie halbstündlich und nur in der Hauptverkehrszeit bedient.
2020 gab es auf der Strecke keinen planmäßigen Personenverkehr mehr. Es existieren Vorschläge, die Strecke in das Straßenbahnnetz von Edinburgh einzugliedern.